# Premio David Cohen
El Premio David Cohen de Literatura (en inglés, David Cohen Prize for Literature) es un premio literario británico bienal, establecido en 1993, que se otorga a un escritor, novelista, cuentista, poeta, ensayista o dramaturgo en reconocimiento a toda una obra escrita en lengua inglesa. El premio está financiado por la Fundación John S. Cohen y administrado por el Consejo de las Artes de Inglaterra (Arts Council England). El escritor debe ser ciudadano británico o irlandés. El ganador se elige por nominación y no es necesario que se presente. El premio está valorado en 40.000 libras esterlinas.
En 2005, el Premio David Cohen incorporó el Premio Clarissa Luard (Clarissa Luard Award). El ganador del Premio David Cohen elige al destinatario del Premio Clarissa Luard, valorado en 12.500 libras esterlinas —financiado por el Consejo de las Artes de Inglaterra—, y que se otorga a un escritor menor de 35 años o a una organización que apoye a jóvenes escritores. En 2017 el Consejo de las Artes de Inglaterra lanzó el Premio Clarissa Luard de Editoriales Independientes, gestionado por New Writing North, para «reconocer y celebrar la aventura, el espíritu innovador y la creatividad» de las publicaciones literarias independientes en el Reino Unido e Irlanda.

## Premiados
| - 1993: V. S. Naipaul - 1995: Harold Pinter - 1997: Muriel Spark - 1999: William Trevor - 2001: Doris Lessing - 2003: Beryl Bainbridge y Thom Gunn - 2005: Michael Holroyd - 2007: Derek Mahon | - 2009: Seamus Heaney - 2011: Julian Barnes - 2013: Hilary Mantel - 2015: Tony Harrison - 2017: Tom Stoppard - 2019: Edna O'Brien |